# Tetsuta Nagashima

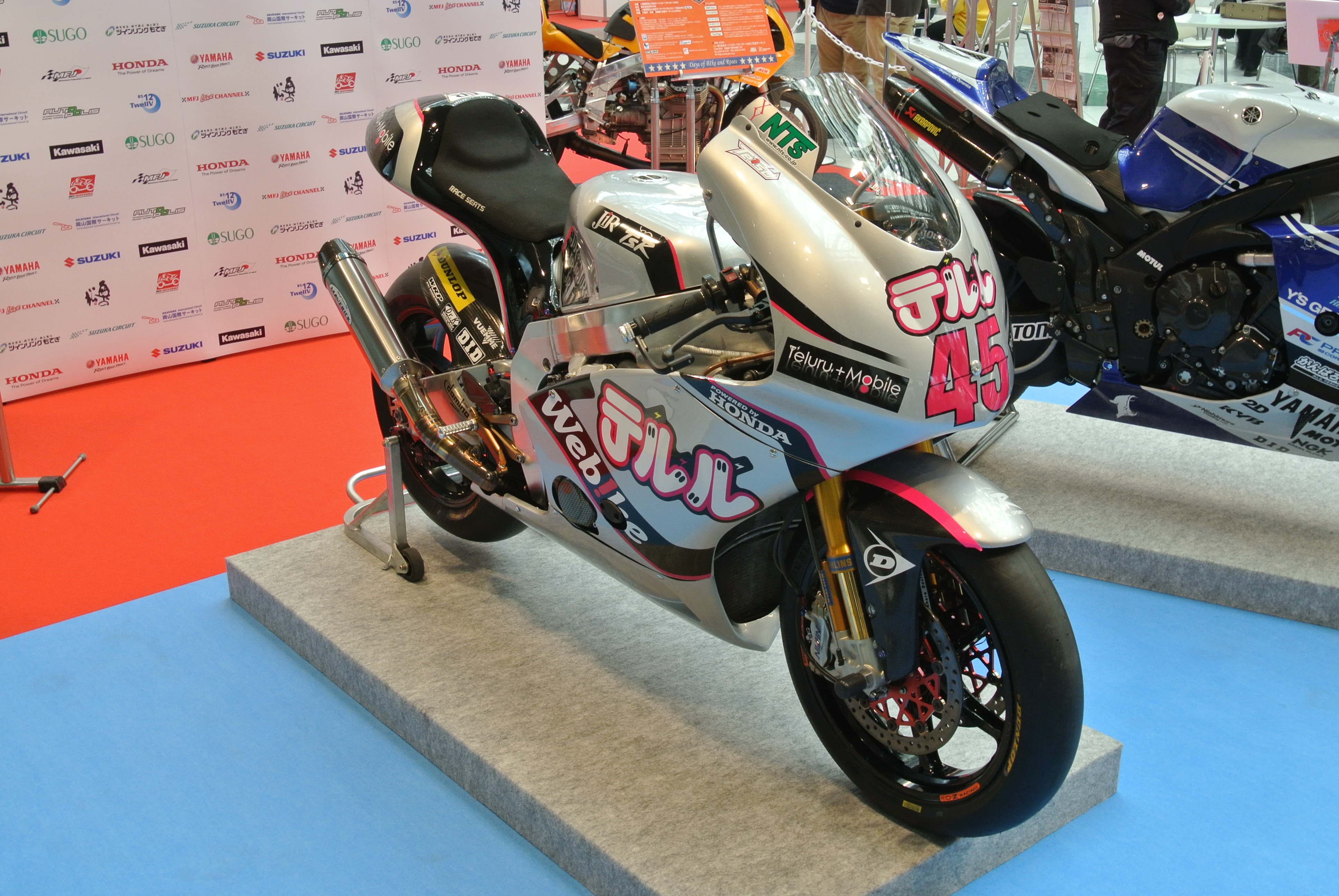
Nagashimas TSR aus der Saison 2014

Tetsuta Nagashima (長島 哲太, Nagashima Tetsuta; * 2. Juli 1992 in Kanagawa) ist ein japanischer Motorradrennfahrer.

## Karriere
Nagashima fuhr ab 2013 in der Moto2-Klasse der Motorrad-Weltmeisterschaft, bestritt 2015 jedoch kein Rennen. Zuerst fuhr er für Motobi, danach war er auf TSR und NTS unterwegs. Ab 2016 startete Nagashima auf Kalex. Seinen ersten Sieg feierte er beim Auftaktrennen der Saison 2020, dem Großen Preis von Katar.
Nagashima war eng mit Shōya Tomizawa befreundet.

## Statistik

### Erfolge
- 2011 – Japanischer GP-Mono-Meister auf Harc-Pro
- 2022 – Sieger des 8-Stunden-Rennens von Suzuka zusammen mit Takumi Takahashi und Iker Lecuona auf Honda
- 2023 – Sieger des 8-Stunden-Rennens von Suzuka zusammen mit Takumi Takahashi und Xavi Vierge auf Honda
- 1 Grand-Prix-Sieg

### In der Motorrad-Weltmeisterschaft
| Saison | Klasse | Team                     | Motorrad | Rennen | Siege | Zweiter | Dritter | Poles | Schn. Runden | Punkte | Ergebnis |
| ------ | ------ | ------------------------ | -------- | ------ | ----- | ------- | ------- | ----- | ------------ | ------ | -------- |
| 2013   | Moto2  | JiR Moto2                | Motobi   | 1      | –     | –       | –       | –     | –            | 0      | –        |
| 2014   | Moto2  | Teluru Team JiR Webike   | TSR      | 11     | –     | –       | –       | –     | –            | 0      | –        |
| 2014   | Moto2  | Teluru Team JiR Webike   | NTS      | 1      | –     | –       | –       | –     | –            | 0      | –        |
| 2016   | Moto2  | Ajo Motorsport Academy   | Kalex    | 2      | –     | –       | –       | –     | –            | 2      | 32.      |
| 2017   | Moto2  | Teluru SAG Team          | Kalex    | 18     | –     | –       | –       | –     | –            | 14     | 26.      |
| 2018   | Moto2  | Idemitsu Honda Team Asia | Kalex    | 17     | –     | –       | –       | –     | –            | 27     | 20.      |
| 2019   | Moto2  | ONEXOX TKKR SAG Team     | Kalex    | 19     | –     | –       | –       | 1     | –            | 78     | 14.      |
| 2020   | Moto2  | Red Bull KTM Ajo         | Kalex    | 15     | 1     | 1       | –       | –     | 2            | 91     | 8.       |
| 2021   | Moto2  | Italtrans Racing Team    | Kalex    | 3      | –     | –       | –       | –     | –            | 5      | 29.      |
| Gesamt | Gesamt | Gesamt                   | Gesamt   | 87     | 1     | 1       | 0       | 1     | 2            | 217    |          |

### In der FIM-CEV-Moto2-Europameisterschaft
| Saison | Team                   | Hersteller | Rennen | Siege | Zweiter | Dritter | Poles | Schn. Runden | Punkte | Ergebnis |
| ------ | ---------------------- | ---------- | ------ | ----- | ------- | ------- | ----- | ------------ | ------ | -------- |
| 2015   | Teluru TSR             | Kalex      | 11     | –     | 1       | 1       | –     | 1            | 107    | 7.       |
| 2016   | Ajo Motorsport Academy | Kalex      | 10     | 1     | 3       | 4       | 2     | 4            | 162    | 2.       |
| Gesamt | Gesamt                 | Gesamt     | 21     | 3     | 4       | 5       | 2     | 5            | 269    |          |